# Грув-метал
Грув-метал, ґрув-метал або пост-треш — піджанр важкого металу, який сформувався у 1990-х роках. Засновниками та першоформаторами цієї течії вважаються Pantera та Sepultura, альбоми котрих «Vulgar Display of Power» та «Chaos A.D.» серед канонів жанру. За виконанням класичний грув найбільш наближений до трешу у середньому темпі, іноді з додаванням нетривалих швидких партій.

## Історія жанру
Єдними з перших альбомів, котрі у сучасності кваліфікують як передтечі жанру, вважаються «Slaughter in the Vatican» (Exhorder) та «Cowboys from Hell» (Pantera). Проте обидві праці лишали у собі елементи трешу та глему відповідно.
Довершили та популяризували стилістику «Pantera» і «Sepultura». Їх початкова стилістична (раніш відповідно глем та треш-дез колективи) та регіональна відмінність надалі визначила розбіжності у виконанні та тематиці колективів котрі перейняли виконавчі засоби груву.
Окрім засновників значної популярності також досягли Machine Head, Chimaira, DevilDriver та інші.

## Характеристика

### Гітара
- Викривлення гітари дисторшеном
- Середньотемпові трешові рифи
- Ритмічність
- Акорди в низькому регістрі, соло на середніх ладах, приглушення струн долонею

### Бас-гітара
- Сильні баси
- Бас з застосуванням дисторшену
- Поширена гра слепом

### Ударні
- Зазвичай застосовуються 2 бас-бочки з швидким переходом з однієї на іншу
- Переважно зі сталою амплітудою, іноді застосовується різка зміна ритму

### Вокал
За вокальним виконанням значно переважає бас, часом «брутал» стилістики. Іноді використовується гроулінг. Характеризується майже повною, за небагатьма винятками, відсутністю скриму. Окремі гурти, котрі стилістично комбінують жанр з іншими напрямками, від початку 2000-х також іноді використовували, як другий вокал, нехарактерні груву ліричні вставки «хлопчачого» голосу (як то Fear Factory).

## Вплив на інші жанри
Грув заклав основи для ню металу (в котрому додано елементи хіп-хопу, репу та тернтейблізм, але значно відсутні гітарні соло та мелодійна різноманітність), та зробили певний внесок у розвиток металкору.